# Frappato
Le frappato di Vittoria ou plus communément frappato est un cépage rouge cultivé en Sicile.
Il est à l'origine de vins légers. Il est à l'origine des vins de la DOCG Cerasuolo di Vittoria (entre 30 et 50 % de frappato et 50 et 70 % de nero d'Avola). 
D'après une étude génétique publiée en 2008, il serait un croisement du sangiovese avec un cépage local encore non identifié.

## Synonymes
Frappato di Vittoria est connu également sous les noms de frappato, frappato nero, frappato nero di Vittoria, frappatu, frappatu di Vittoria, nerello, nerello di Catania, et nero capitano.